# Система футбольных лиг Болгарии
Систе́ма футбо́льных лиг Болгарии состоит из пяти уровней, и управляется Болгарским футбольным союзом.

## Система
Текущая футбольная система состоит из 56 дивизионов, на 5 разных уровнях.
В 2016 году группа «А» стала называться Первой профессиональной лигой, группа «Б» — Второй профессиональной лигой, группа «В» — Третьей любительской лигой.
| - A OFG Blagoevgrad Struma - A OFG Blagoevgrad Bistritsa - A OFG Blagoevgrad Mesta - A OFG Burgas - A OFG Varna - A OFG Veliko Tarnovo - A OFG Vidin - A OFG Vratsa - A OFG Gabrovo West - A OFG Gabrovo East - A OFG Dobrich West - A OFG Dobrich East - A OFG Kardzhali | - A OFG Kyustendil Osogovo - A OFG Kyustendil Rila - A OFG Lovech - A OFG Montana - A OFG Pazardzhik - A OFG Pernik North - A OFG Pernik South - A OFG Pleven - A OFG Plovdiv - A OFG Razgrad - A OFG Rousse West - A OFG Rousse East - A OFG Silistra | - A OFG Sliven - A OFG Smolyan - A OFG Sofia (capital) North - A OFG София (capital) South - A OFG Sofia West - A OFG Sofia East - A OFG Stara Zagora - A OFG Targovishte East - A OFG Targovishte Middle - A OFG Targovishte West - A OFG Haskovo - A OFG Shumen - A OFG Yambol |

| - B OFG Burgas North - B OFG Burgas South - B OFG Veliko Tarnovo - B OFG Pazardzhik North | - B OFG Pazardzhik South - B OFG Pleven West - B OFG Pleven East - B OFG Plovdiv North | - B OFG Plovdiv Centre - B OFG Plovdiv South |